# Principe coronato cercasi per ricca ereditiera
Principe coronato cercasi per ricca ereditiera è un film del 1970 diretto da Giovanni Grimaldi.

## Trama
Don Mimì, un principe siciliano tanto nobile quanto povero, è stato costretto, per sopravvivere, ad aprire il suo castello ai turisti, che lo visitano guidati dal maggiordomo Francesco. Quando il ricco industriale italo-americano John Cardaci gli offre un miliardo per sposare sua figlia Grace - che vuole ad ogni costo diventare principessa - don Mimì accetta volentieri, tanto più che la futura moglie è una bella ragazza. L'accordo con John, però, prevede che il matrimonio non debba essere consumato e che Grace, dopo tre mesi, si separi legalmente dal marito, per tornare in America. La difficile convivenza con una moglie che è tale solo di nome, ma di cui s'è innamorato, si trasforma per don Mimì in un inferno, che egli cerca di rendere più sopportabile con occasionali avventure. Però anche Grace ha finito per volergli bene e alla scadenza del contratto.

## Produzione
Il film è stato girato a Bassano Romano.